# 영웅은 없다
"영웅은 없다"(Nessuna Qualita Agli Eroi, Fallen Heroes)는 이탈리아에서 제작된 파올로 프란키 감독의 2007년 드라마 영화이다. 미모사 캠피로니 등이 주연으로 출연하였고 도나텔라 보티 등이 제작에 참여하였다.

## 출연

### 주연
- 미모사 캠피로니
- 엘리오 게르마노
- 이렌느 야곱
- 브뤼노 토데쉬니

### 조연
- 파올로 그라지오시
- 알렉산드라 스튜어트
- 마리아 드 메데이로스